# København 1728
København 1728 er et kort over Danmarks hovedstad København i år 1728, før Københavns brand 1728, der bl.a. ødelagde Trinitatis Kirke med Københavns Universitetsbibliotek. I forklaringen på bogstaver og tal på kortet er de moderne betegnelser søgt anvendt ved stadig eksisterende steder. Ved større afvigelser fra de oprindelige angivelser er den oprindelige ordlyd anført i parentes.
Det bør bemærkes, at op på kortet er øst, hvor det på de fleste kort er nord.
- A. Københavns Slot (Slottet)
- B. Nationalmuseet (Prinsens Palais)
- C. Rosenborg
- D. Charlottenborg
- E. Vor Frue Kirke
- F. Sankt Nicolai Kirke
- G. Helligåndskirken
- H. Sankt Petri Kirke
- J. Trinitatis Kirke (Runde Taarns Kirke)
- K. Holmens Kirke
- L. Garnisonskirken (Garnisons Kirke)
- M. Reformert Kirke (Den reformerte Kirke)
- N. Rigsarkivet (Bibliotheket)
- O. Tøjhuset
- P. Proviantgården
- Q. Kancelliet
- R. Østre Landsret (Kadetakademiet)
- S. Toldboden
- T. Gjethuset
- V. Ridebanen
- U. Københavns Rådhus
- W. Børsen
- X. Gammelholm (Bremerholm)
- Y. Dronningens Palais
- Z. Nyholm
- a. Nyboder
- b. Kongens Nytorv (Kongetorvet)
- c. Amagertorv
- d. Gammeltorv
- e. Nytorv
- f. Gråbrødretorv (Ulfeldts Plads)
- g. Nørreport
- h. Vesterport
- i. Østerport
- k. Store Kongensgade (Kongensgade)
- l. Bredgade (Dronningensgade)
- m. Østergade
- n. Nørregade
- o. Vestergade
- p. Købmagergade
- q. Kastellet (Citadellet)
- r. Kastelskirken (Citadelskirken)
- s. Norgesporten
- t. Kongeporten (Sjellandsport)
- u. Magasiner
- v. Kongens Bastion
- w. Dronningens Bastion
- x. Prinsens Bastion
- y. Prinsessens Bastion
- z. Grevens Bastion
- 1. Københavns Havn
- 2. Quintus Bastion (Kvintus Bastion)
- 3. Charlotte Amalies Bastion (Charlottes Bastion)
- 4. Frederiks Bastion
- 5. Carls Bastion (Karls Bastion)
- 6. Vilhelms Bastion
- 7. Sofie Hedevigs Bastion (Sofies Bastion)
- 8. Ulriks Bastion
- 9. Løvens Bastion
- 10. Elefantens Bastion
- 11. Panterens Bastion
- 12. Enhjørningens Bastion
- 13. Kalvebods Bastion (Kallebods Bastion)
- 14. Christianshavn
- 15. Vor Frelsers Kirke (Christianhavns Kirke)
- 16. Ryssenstens Bastion
- 17. Ulriks Bastion
- 18. Gyldenløves Bastion
- 19. Schacks Bastion
- 20. Helmers Bastion (Jarmers Tårn)
- 21. Hanens Bastion
- 22. Ahlefeldts Bastion
- 23. Stadsoberstens Bastion
- 24. Rosenborgs Bastion
- 25. Quitzous Bastion
- 26. Peucklers Bastion
- 27. Rosenkrantz' Bastion (Rosenkrantzes Bastion)
- 28. Grønlands Bastion